# Maria Savinova

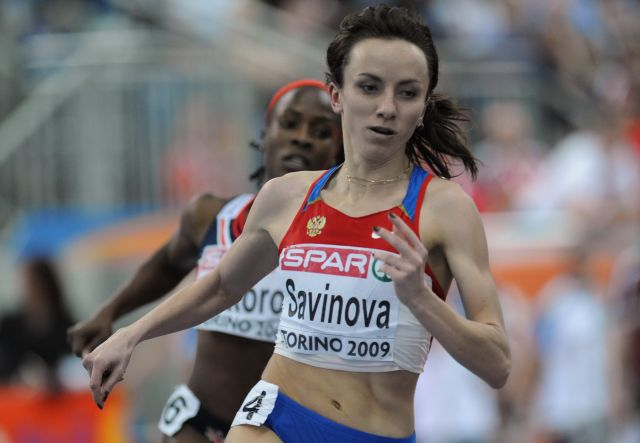
Savinova tijdens de EK indoor 2009 in Turijn.

Maria Sergejevna Savinova (Russisch: Мария Сергеевна Савинова) (Tsjeljabinsk, 13 augustus 1985) is een Russische atlete, die is gespecialiseerd in de 800 m. Sinds 2009 veroverde zij twee Europese plus twee wereldtitels en één olympische titel op dit onderdeel. Bovendien maakte ze deel uit van het Russische team, dat van 2008 tot 2010 het wereldrecord in handen had op de 4 x 800 m estafette. Vanwege later gebleken overtredingen van het dopingreglement werd in 2017 besloten, dat al haar tussen 26 juli 2010 en 19 augustus 2013 behaalde titels en uitslagen werden geschrapt.

## Biografie

### Wereldrecord in estafetteverband
Op 10 februari 2008 verbeterde Savinova op de Russische indoorkampioenschappen in Moskou met haar teamgenotes Jevgenia Zinoerova, Olga Kotljarova en Natalia Ignatova het wereldrecord op de 4 x 800 m estafette naar 8.14,53. Ze verbeterde hiermee het oude record van 8.18,54, dat op 11 februari 2007 was gevestigd in Wolgograd, met ruim vier seconden. Tijdens deze kampioenschappen werd zij op de 800 m bovendien derde. Met een tijd van 1.59,46 eindigde ze achter Jelena Soboleva (goud; 1.56,49) en Natalia Ignatova (zilver; 1.58,84).
Een maand later, op 7 maart, nam Maria Savinova deel aan de wereldindoorkampioenschappen in het Spaanse Valencia. Hier werd zij in de kwalificatieronde uitgeschakeld met een tijd van 2.06,72.

### Op alle kampioenschappen goud
Het jaar erop won Maria Savinova een gouden medaille op de 800 m bij de Europese indoorkampioenschappen in Turijn. Met een tijd van 1.58,11 bleef ze haar landgenote Oksana Zbrozjek (zilver; 1.59,20) en de Italiaanse Elise Cusma Piccione (brons; 2.00,23) voor. Een jaar later trok ze die lijn door en veroverde zij op 14 maart 2010 eveneens goud op de 800 m voor vrouwens tijdens de wereldindoorkampioenschappen in Doha. De Britse Jenny Meadows werd tweede, terwijl het brons naar de Amerikaanse Alysia Johnson ging. Het bleek een voorbode voor het buitenseizoen, want op de Europese outdoorkampioenschappen in Barcelona, eind juli 2010, werd Savinova opnieuw eerste in een race, waarin het zilver naar de Nederlandse Yvonne Hak ging, terwijl Jenny Meadows ditmaal met brons genoegen moest nemen.

### Ook buiten wereldkampioene
In 2011 was Savinova praktisch onverslaanbaar. In de tien keer dat zij dat jaar op de middellange afstand in actie kwam, verloor zij slechts eenmaal. Hoogtepunt van het seizoen was haar overwinning op de 800 m tijdens de wereldkampioenschappen in Daegu: op 4 september 2011 veroverde zij de titel op dit onderdeel in een spannende finale, waarbij zij op 50 meter voor de finish regerend kampioene Caster Semenya passeerde en als eerste finishte in een persoonlijke besttijd van 1.55,87.
Andere belangrijke wapenfeiten in 2011 waren haar overwinningen op de 800 m tijdens de Weltklasse Zürich, onderdeel van de Diamond League serie en bij de Europacup voor landenteams in Stockholm, mede waardoor Rusland zijn plaats behield als topatletiek-natie van het Europese continent.
Aan het eind van 2011 werd Maria Savinova door de EAA uitgeroepen tot Europees atlete van het jaar. Zij is hiermee de vierde Russische atlete die deze eer te beurt valt. Sprintster Irina Privalova, middellangeafstandsatlete Svetlana Masterkova en polsstokhoogspringster Jelena Isinbajeva gingen haar vooraf.
Op de Olympische Spelen van 2012 in Londen won ze een gouden medaille op de 800 m. Met een tijd van 1.56,19 eindigde ze voor de Zuid-Afrikaanse Caster Semenya (zilver; 1.57,23) en haar landgenote Jekaterina Poistogova (brons; 1.57,53).

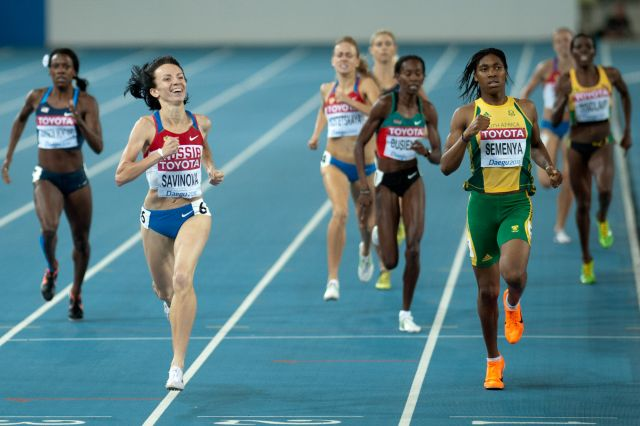
Finish van de 800 m in Daegu: Savinova klopt Caster Semenya op de streep.

In aanloop naar de wereldkampioenschappen van Moskou liep Savinova slechts twee races over 800 m, die ze beide won, met een snelste tijd van 1.58,75. In de finale van de 800 m in Moskou wist ze nog bijna een seconde sneller te lopen, 1.57,80, maar dit was niet genoeg om haar wereldtitel te prolongeren. Ze werd tweede achter Eunice Jepkoech Sum.

### Dopinggebruik
Op 9 november 2015 stelde het Antidopingagentschap WADA voor om Maria Savinova levenslang te schorsen voor dopinggebruik. Volgens een onderzoekscommissie van het WADA zou de Russische overheid betrokken zijn geweest bij het knoeien met de Where-about-informatie van Russische atleten en dopingcontroles hebben gemanipuleerd, of geheel laten verdwijnen. Ook functionarissen in de top van de IAAF zouden betrokken zijn geweest bij het verdonkeremanen van de resultaten van dopingcontroles van Russische atleten, waaronder die van Savinova. De onderzoekscommissie heeft de informatie over mogelijke criminele activiteiten in dit verband inmiddels overgedragen aan Interpol.
Uiteindelijk oordeelde het Internationaal Sporttribunaal (TAS) op 10 februari 2017, dat Maria Savinova voor vier jaar werd geschorst wegens dopinggebruik. Naast deze schorsing werden bovendien alle uitslagen van Savinova tussen 26 juli 2010 en 19 augustus 2013 geschrapt.

## Titels
- Olympisch kampioene 800 m - 2012
- Wereldkampioene 800 m - 2011
- Wereldindoorkampioene 800 m - 2010
- Europees kampioene 800 m - 2010
- Europees indoorkampioene 800 m - 2009
- Russisch kampioene 800 m - 2009, 2011
- Russisch indoorkampioene 800 m - 2009, 2010
- Russisch indoorkampioene 4 x 800 m - 2008

## Persoonlijke records
Outdoor
| Onderdeel | Prestatie | Datum            | Plaats     |
| --------- | --------- | ---------------- | ---------- |
| 400 m     | 51,43     | 4 juli 2012      | Cheboksary |
| 800 m     | 1.55,87   | 4 september 2011 | Daegu      |
| 1500 m    | 4.10,25   | 14 juli 2010     | Saransk    |

Indoor
| Onderdeel | Prestatie | Datum            | Plaats       |
| --------- | --------- | ---------------- | ------------ |
| 400 m     | 52,05 s   | 13 februari 2010 | Moskou       |
| 600 m     | 1.26,23   | 6 februari 2011  | Moskou       |
| 800 m     | 1.58,10   | 8 maart 2009     | Turijn       |
| 1000 m    | 2.34,56   | 1 februari 2009  | Moskou       |
| 1500 m    | 4.08,2    | 16 januari 2010  | Tsjeljabinsk |

## Palmares

### 800 m
- 2009:  EK indoor - 1.58,10
- 2009: 5e WK - 1.58,68
- 2009:  Zagreb Meeting - 1.59,38
- 2009:  Memorial Van Damme - 1.59,49
- 2010:  Russian Winter - 1.59,23
- 2010:  WK indoor - 1.58,26
- 2010:  Prefontaine Classic - 1.57,56
- 2010:  Znamensky Memorial - 1.58,11
- 2010:  EK - 1.58,22
- 2010:  Memorial Van Damme - 1.59,49
- 2011:  Bislett Games - 1.58,44
- 2011:  WK - 1.55,87
- 2011:  Weltklasse Zürich - 1.58,27
- 2012:  Golden Gala – 1.58,56
- 2012:  OS – 1.56,19
- 2012:  Athletissima – 1.58,10
- 2012:  Birmingham Grand Prix – 2.00,40
- 2012:  Memorial Van Damme – 1.59,05
- 2013:  WK - 1.57,80
- 2013:  Weltklasse Zürich – 1.58,93

## Onderscheidingen
- Europees atlete van het jaar - 2011